# 安積町牛庭
安積町牛庭（あさかまち うしにわ）は、福島県郡山市の大字および町丁である。郵便番号は963-0113。

## 地理
郡山市南部の行政区である安積町に属する。西で三穂田町野田、北で三穂田町川田、北東で安積町成田、東で安積町吉田、安積町大森町、南東で須賀川市向陽町、南で須賀川市仁井田とそれぞれ隣接する。南側では須賀川市仁井田を挟み、新興住宅地である須賀川市季の里と近接する。概ね市町村制施行以前の安積郡笹川村の西部にあたる地域である。一級水系阿武隈川水系笹原川南部、荒川上流域を主な範囲とする。かつて牛庭原という原野が広がっていた地区であり、現在はなだらかな丘陵地と台地に水田が広がる。東側の大半の地区で旧来の字を廃した丁目表記が行われており、東北自動車道を境に東側に一から三丁目、西側に四から六丁目が設置されている。笹川二丁目に所在する郡山警察署笹川交番、および安積二丁目に所在する郡山消防署安積分署がそれぞれ管轄にあたる。

### 主な字
字
- 上牛庭
- 真林
- 社場谷地

字のつかない地区
- 一から六丁目

### 河川・湖沼
一級水系阿武隈川水系
- 荒川
  - 吉田川

## 世帯数と人口
2024年1月1日現在の世帯数と人口は以下の通りである。
| 大字       | 世帯数  | 人口  |
| ---------- | ------- | ----- |
| 安積町牛庭 | 196世帯 | 507人 |

## 小・中学校の学区
市立小・中学校に通う場合、学区は以下の通りとなる。
| 番地 | 小学校                 | 中学校                 |
| ---- | ---------------------- | ---------------------- |
| 全域 | 郡山市立安積第二小学校 | 郡山市立安積第二中学校 |

## 交通

### 道路
- 東北自動車道
  - 安積パーキングエリア（東京側合分流車線のみ）
- 福島県道143号仁井田郡山線
- 一級市道20号笹川野田線
- 一級市道76号牛庭大槻線（コスモス通り）

## 施設等
- 三嶋神社
- 大久保神社